# اچ‌ام‌سی‌اس هوچلاگا
اچ‌ام‌سی‌اس هوچلاگا (به انگلیسی: HMCS Hochelaga) یک کشتی بود که طول آن ۱۹۳ فوت (۵۹ متر) بود. این کشتی در سال ۱۹۰۰ ساخته شد.